# Bezovje nad Zrečami
Bezovje nad Zrečami je naselje v Občini Zreče.